# Cornelis van Aerssen (1543-1627)
Cornelis van Aerssen (Antwerpen, mei 1543 – Den Haag, 22 maart 1627), heer van Spijk (vanaf 1611), was een Zuid-Nederlands jurist. Hij trad in 1574 als secretaris van Brussel aan, en acht jaar later als pensionaris. Van 1584 tot 1623 was hij de eerste voor onbepaalde tijd benoemde griffier van de Staten-Generaal van de Nederlanden.

## Loopbaan
Hoewel hij in geloofszaken tolerant was, verzette Van Aerssen zich tegen iedere verzoening met Filips II. Hij reisde veel en was in Delft op de dag dat Willem van Oranje werd vermoord. Hij maakte aantekening van de legendarische laatste woorden van prins Willem: Heere Godt weest mijn siele, ende dit arme volck ghenadich. Dat Van Aerssen aanwezig was bij de moord op Van Oranje wordt overigens betwist door Rombertus van Uylenburgh, die aanwezig was bij het middagmaal met Van Oranje. In 1584 werd Van Aerssen met enige andere gedeputeerden naar Frankrijk gestuurd om met Koning Hendrik IV te onderhandelen over het soevereine bestuur over de Nederlanden. Cornelis van Aerssen werd in 1584 tot griffier van de Staten-Generaal benoemd, maar bleef in Brussel wonen, wat hem in de onafhankelijkheidsstrijd met Spanje verdacht maakte. In 1602 werd Francesco de Mendoza, die gevangen zat in Den Haag, gevraagd om te onderhandelen over vrede. Tijdens de onderhandelingen over een wapenstilstand met Spanje probeerde pater Jan Neyen, de afgevaardigde van Spanje, Van Aerssen om te kopen. Van Aerssen maakte dit bekend tijdens een Algemene Statenvergadering. Toch kon Van Aerssen de lasterpraat van het volk niet ontlopen, dat hem beschuldigde van dubieuze handel met de vijand. Van Aerssen was het eens met Van Oldenbarnevelt over de wapenstilstand met Spanje en kwam daardoor in opspraak bij de voorstanders van oorlog. Later koos Van Aerssen partij voor de oorlogsfactie van Maurits. Toen Van Oldenbarnevelt in 1618 werd gearresteerd, kwam Van Aerssen met een soort verklaring naar voren alsof hij iets zou hebben geweten over omkoping door de vijand. Deze beschuldiging heeft ertoe geleid dat Van Oldenbarnevelt in brede kring verdacht werd van samenspanning met Spanje. 
In 1623 nam Van Aerssen afscheid van de Haagse politiek. Hij overleed 22 maart 1627 in Den Haag en werd begraven in de Grote of St.-Jacobskerk, waar ook zijn twee maanden eerder overleden vrouw begraven lag.

## Afkomst
Het geslacht Van Aerssen was afkomstig uit de zuidelijke Nederlanden. Er kan sprake zijn van een afleiding van het patroniem Aartsz (Aartszoon). Het kan ook duiden op herkomst uit de plaats Arcen in Limburg. Vroeger kwam deze plaatsnaam geregeld in de spelling Aersen en Aerssen voor.  Verondersteld wordt dat Cornelis van Aerssen de zoon van een Antwerps hovenier was, die in de gunst stond van het Brusselse hof. Hij trouwde op 5 september 1567 te Tubeke met Emmerentiana de Regniers. Ze kregen drie kinderen: François, Jacques en Jehan. In 1611 werd hij Heer van Spijk: hij kocht van jonkheer Gerard van Renoy de heerlijkheid Nedereinde met het Huis te Spijk en in 1613 stond prins Filips Willem het Overeinde van Spijk aan hem af.
Hoewel de Van Aerssens oorspronkelijk niet van adel waren werd zijn zoon François van Aerssen (1572-1641) onder druk van prins Maurits in de Ridderschap van Holland geplaatst. Francois werd eveneens een vermaard diplomaat en zou een rol spelen bij de executie van Johan van Oldenbarnevelt.
- Biografisch Portaal: 14196063
- Gemeinsame Normdatei: 132219301
- International Standard Name Identifier: 0000 0000 1990 5257
- Nederlandse Thesaurus van Auteursnamen: 070081026
- Système universitaire de documentation: 237715503
- Virtual International Authority File: 72547026